# ديكلان مكدد
ديكلان مكدد (بالإنجليزية: Declan McDaid)‏ هو لاعب كرة قدم بريطاني في مركز الوسط، ولد في 22 نوفمبر 1995 في غرينوك في المملكة المتحدة. لعب مع نادي بارتيك ثيسل ونادي غرينوك مورتون ونادي كاودينبيث.

## وصلات خارجية
- ديكلان مكدد على موقع قاعدة بيانات كرة القدم.إي يو (الإنجليزية)
- ديكلان مكدد على موقع Soccerbase.com (لاعب) (الإنجليزية)